# She Loves and Lies
She Loves and Lies è un film muto del 1920 diretto da Chester Withey che ha come protagonisti Norma Talmadge e Conway Tearle. La sceneggiatura, firmata dallo stesso regista e da Grant Cooper, si basa sull'omonimo racconto di Wilkie Collins pubblicato a New York nel 1885 in Romantic Tales.

## Trama

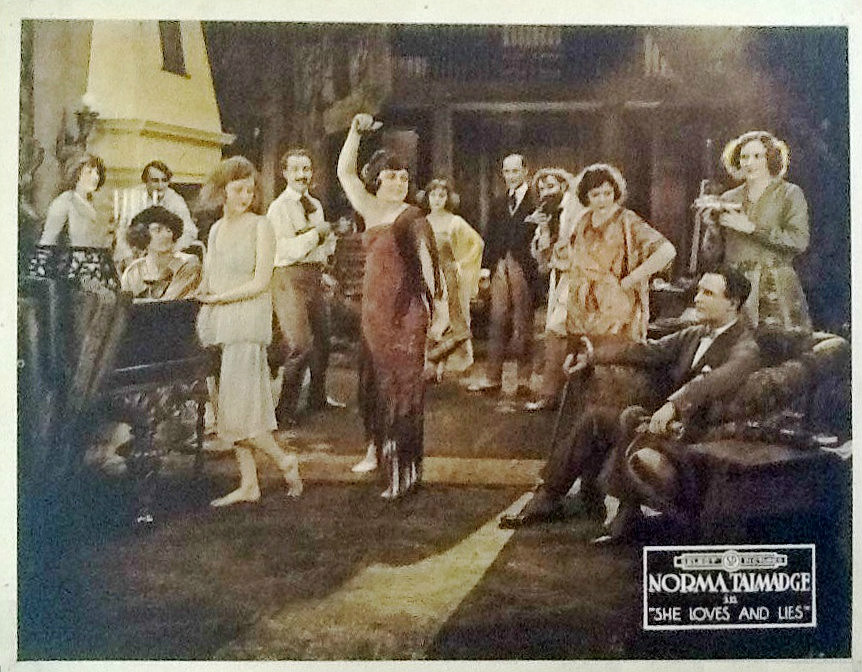

Marie Callender eredita una grossa fortuna da un suo vecchio ammiratore con la condizione che la giovane debba sposarsi. Lei ama Ernest, ma è troppo timida per dichiararsi. Così, si traveste e gli si presenta come se fosse una donna molto più anziana. L'uomo ha dei grossi problemi economici e la sua nuova conoscente gli propone la salvezza se lui accetterà di sposarla: non solo, gli promette il divorzio se a lui capiterà di innamorarsi di un'altra.
Poi Marie si traveste di nuovo e si presenta a Ernest sotto le vesti di June Dayne. Giovane e bella, ben presto lo conquista. Quando Ernest confessa alla moglie di essersi innamorato di un'altra, lei si toglie il travestimento da vecchia e gli appare nel suo vero aspetto. Così l'uomo scopre di essersi innamorato della moglie.

## Produzione
Il film fu prodotto dalla Norma Talmadge Film Corporation con il titolo di lavorazione Two Women.

## Distribuzione
Il copyright del film, richiesto dalla Select Pictures Corp., fu registrato il 24 dicembre 1920 con il numero LP14572. La Select lo distribuì nelle sale cinematografiche statunitensi nel gennaio 1920.

### Conservazione
Copia incompleta della pellicola (due rulli mancanti) si trova conservata negli archivi della Library of Congress di Washington